# Erna Rosenstein
Erna Rosenstein (* 17. Mai 1913 in Lemberg (damals Österreich-Ungarn); † 10. November 2004 in Warschau)  war eine polnische Malerin des Surrealismus und Dichterin.

## Leben

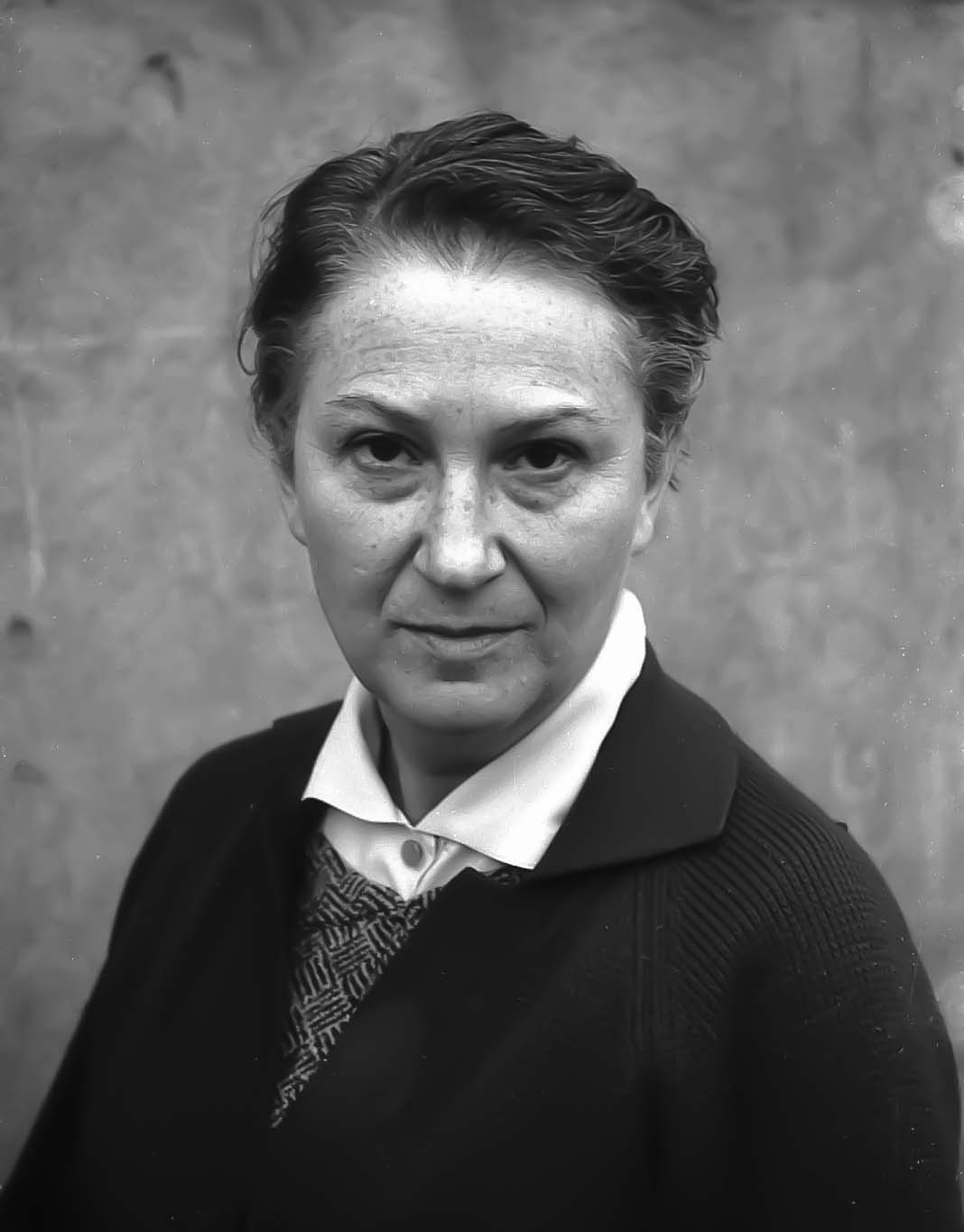
Erna Rosenstein

Rosenstein wurde als Tochter eines k.u.k. österreichischen Richters geboren und wuchs in einer assimilierten jüdischen Familie auf. 1918 siedelte die Familie nach Krakau um.
Sie studierte 1932–1934 an der Wiener Frauenakademie, 1934–1936 an der Akademie der Bildenden Künste Krakau bei Wojciech Weiss. In Wien schloss sie sich einer marxistischen Jugendorganisation an und nahm am Februaraufstand teil.
Noch in den Studienjahren kam sie in Kontakt mit der Studentengruppe „Grupa Krakowska“. 1937–1938 während eines Studienaufenthaltes in Paris wurde sie auf der großen Pariser Surrealistenausstellung 1937 mit dem Surrealismus bekannt.
Während des Zweiten Weltkriegs hielt sie sich bei ihren Eltern in Lemberg auf, zuerst unter der sowjetischen Herrschaft, ab Juli 1941 unter der deutschen Besatzung. Sie kam als Jüdin in das Lemberger Ghetto. 1942 gelang ihr die Flucht und seitdem lebte sie im Versteck unter verschiedenen Decknamen zuerst mit Eltern in Warschau, und ab 1944 in Tschenstochau.
Nach dem Krieg kam sie nach Krakau. Als überzeugte Sozialistin war sie zuerst von der neuen Gesellschaftsordnung entzückt, aber bald wurde sie von der Delegiertenversammlung des Polnischen Künstlerverbandes im Juni 1949 als „Formalistin“ enttarnt.
Sie war mit Tadeusz Kantor, Maria Jarema und Jonasz Stern Mitbegründerin der wiedergeborenen Krakauer Gruppe. 1949 heiratet sie den Literaturkritiker Artur Sandauer, 1950 gebar sie den Sohn Adam Sandauer, einen künftigen Menschenrechtsaktivisten.
Bis 1954 wegen des aufgezwungenen Sozialistischen Realismus konnte sie ihre Werke nicht ausstellen.
Angeregt von ihrem Ehemann Artur Sandauer begann sie Gedichte und kurze Theaterstücke zu schreiben. Wegen der Schwierigkeiten mit der Zensur erschien ihr erster Gedichtband „Die Spur“ erst 1972.
1996 erschien im Gollenstein Verlag eine Auswahl ihrer Lyrik (155 Gedichte).

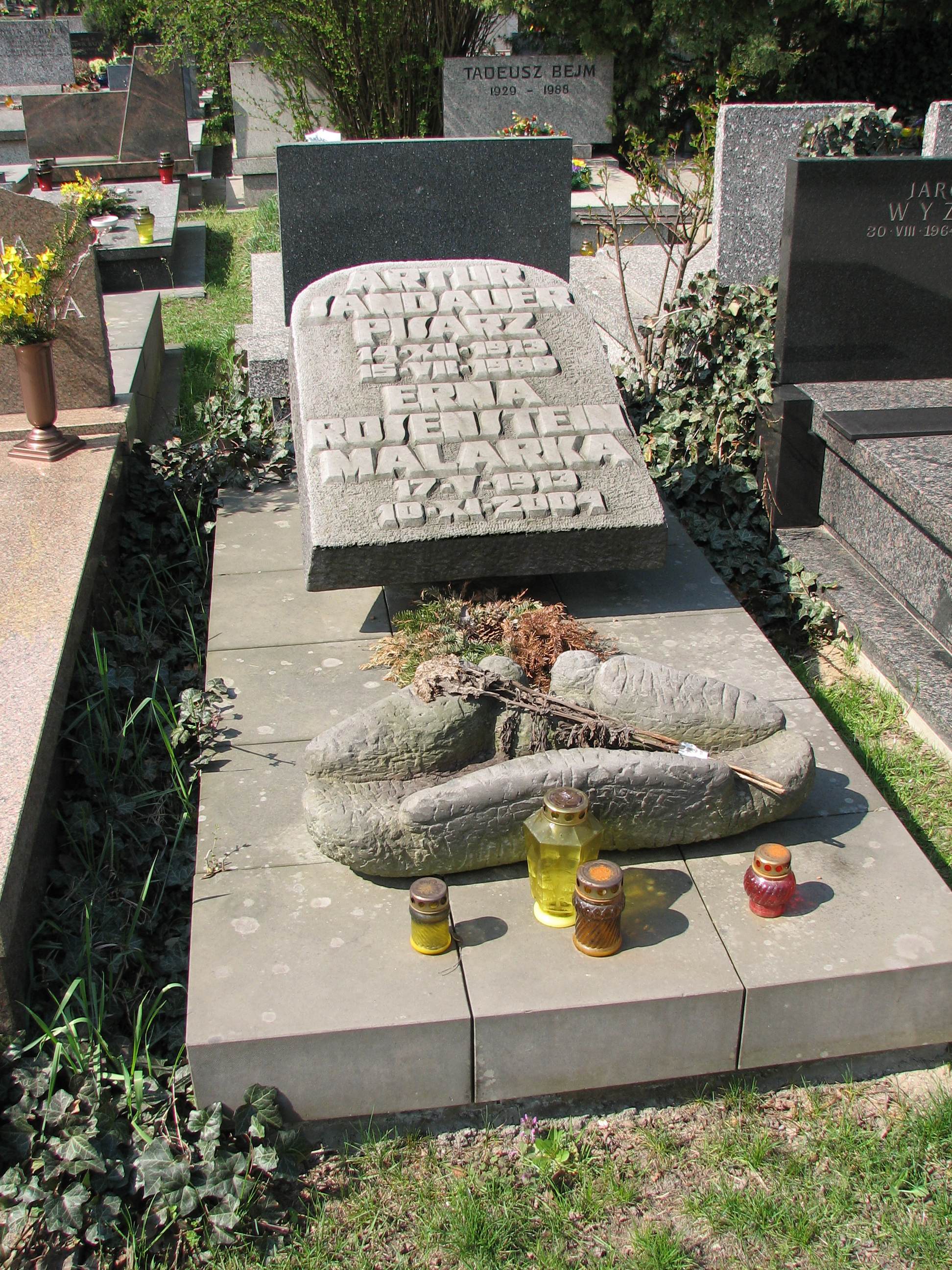
Grabmal Erna Rosenstein und Artur Sandauer auf dem Militärfriedhof in Warschau

Nach dem Fall des Sozialistischen Realismus um 1956 konnte Erna Rosenstein an Ausstellungen teilnehmen.
Ihre Malerei war von den Einflüssen des Surrealismus und der abstrakten Kunst beeinflusst. Oft erschienen Motive aus dem Krieg und aus der Verfolgung.
Sie schloss sich der 1955 gegründeten II. Krakauer Gruppe an. Die antisemitischen März-Unruhen 1968 in Polen haben Erna Rosenstein schwer getroffen. Sie ließ sich aber nicht aus Polen vertreiben und blieb bis zum Lebensende in ihrer Heimat.

## Gedichte (Auswahl)
- Ślad („Die Spur“) (Czytelnik 1972)
- Spoza granic mowy („Außerhalb von Sprachgrenzen“) (Czytelnik 1976)
- Wszystkie ścieżki („Alle Pfade“) (Wydawnictwo Literackie 1979, ISBN 83-08-00156-4)
- Czas („Die Zeit“) (Państwowy Instytut Wydawniczy 1998, ISBN 83-06-01212-7)
- Płynie rzeka („Der Fluss fließt“) (Chojnice, Muzeum Historyczno-Etnograficzne 1998, ISBN 83-906163-2-7)

## Werke
- Meine Nacht wird hier sein und mein Tag, Gedichte 1937–1994, mit Bildern der Autorin. Gollenstein 1996, ISBN 3-930008-18-1